# اندیس منطقه ۲ جیان
منطقه ۲ جیان یک اندیس فلزی است که در حوالی شهر جیان استان فارس قرار دارد و مادهٔ معدنی موجود در آن، مس است.سنگ میزبان این اندیس آهک، ماسه سنگ، مارن، شیل ، شیل سیاه است و دیرینگی آن به دوران ژوراسیک می‌رسد. در این اندیس، پاراژنز‌های پیریت، باریت، کوارتز، یافت می‌شوند.